# Ribeirão Dois Córregos
Ribeirão Dois Córregos é um rio brasileiro que banha o estado de Mato Grosso do Sul.